# Kozí Vrbovok

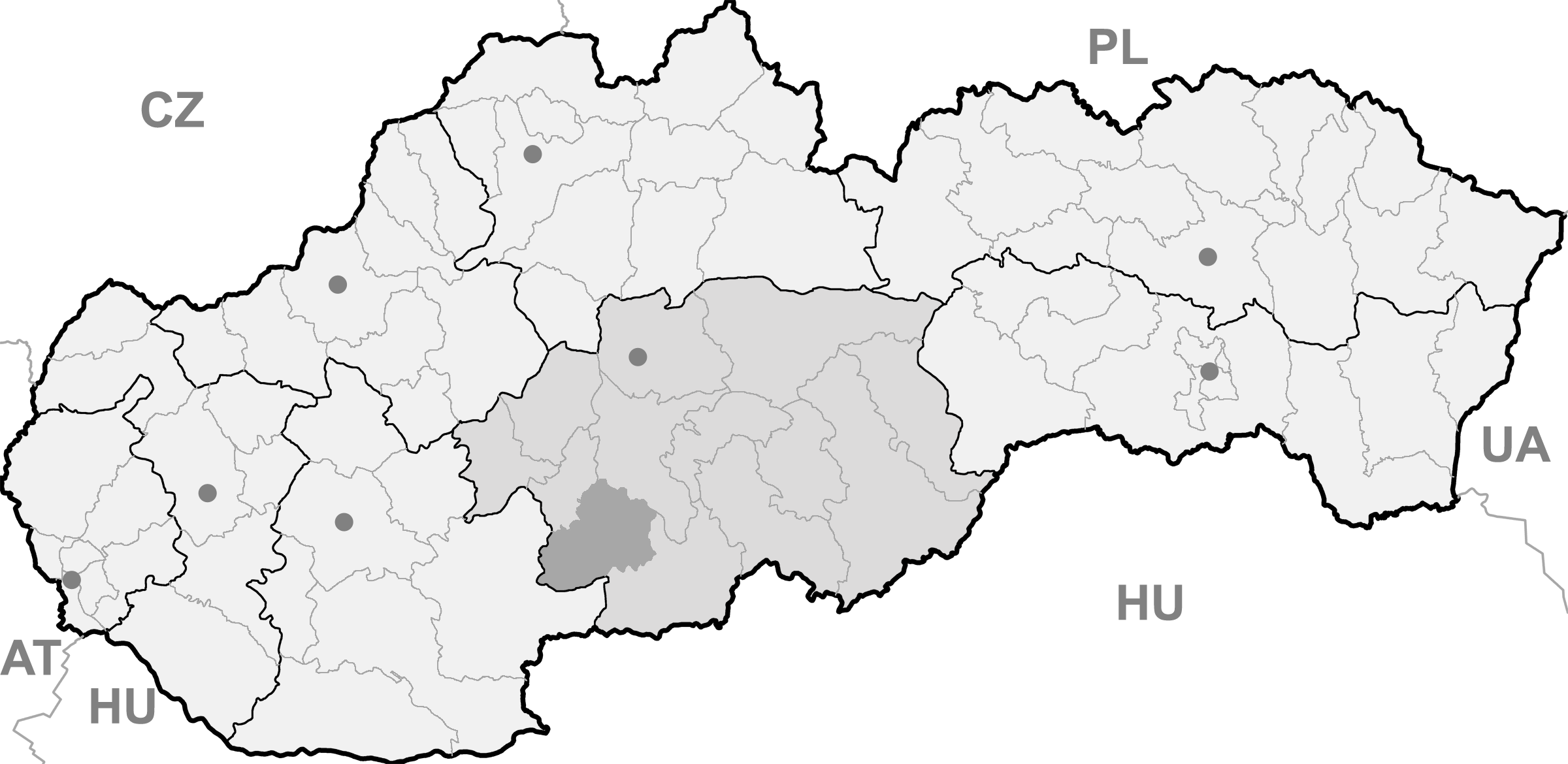
Mapa da eslováquia localizando o munícipio de Kozí Vrbovok.

Kozí Vrbovok (em húngaro: Kecskevarbók) é um município da Eslováquia, situado no distrito de Krupina, na região de Banská Bystrica. Tem 5,34 km² de área e sua população em 2018 foi estimada em 154 habitantes.

## Demografia
| Ano:        | 1994 | 2004 | 2014   | 2024   |
| ----------- | ---- | ---- | ------ | ------ |
| Broj ljudi: | 178  | 178  | 163    | 149    |
| Razlika:    |      | +0%  | -8,42% | -8,58% |

| Ano:               | 2023 | 2024   |
| ------------------ | ---- | ------ |
| Número de pessoas: | 152  | 149    |
| Diferença:         |      | -1,97% |